# María Herrera
María Herrera Muñoz (née le 26 août 1996 à Oropesa, Tolède) est une pilote de vitesse moto espagnole.
Elle débute en moto3 grâce à une wild card qui lui permettra de participer aux championnats espagnols des saisons 2013 avec KTM et 2014 avec Honda. Elle fait sa première saison complète en 2015 avec Husqvarna Factory Laglisse, aux côtés d'Isaac Viñales.

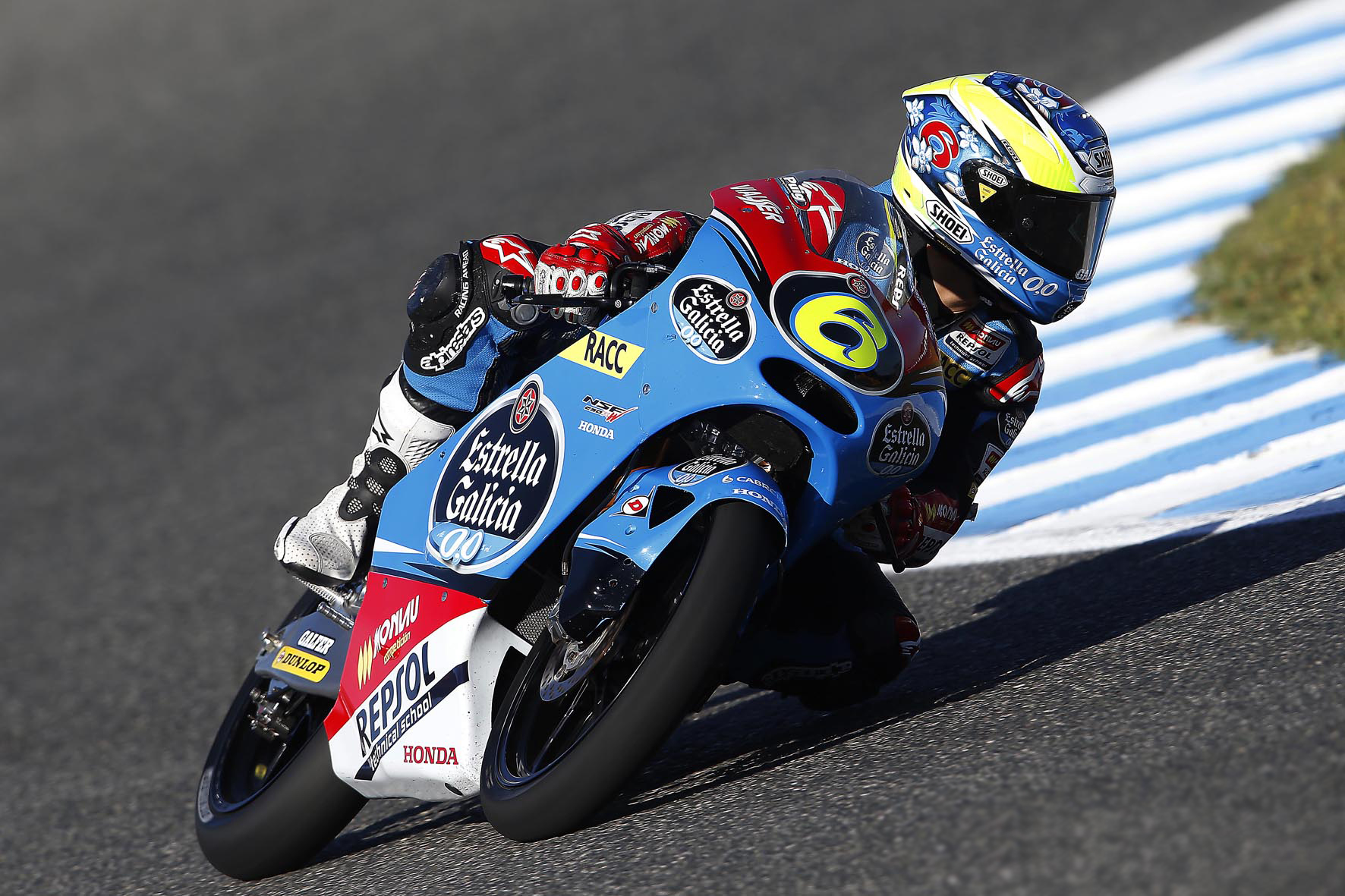
Herrera lors des essais du Grand Prix moto d'Espagne 2014

## Statistiques

### Statistiques par catégorie
| Année | Catégorie | Moto      | Courses | Victoires | Podiums | Pole | M.tours¹ | Points | Titres |
| ----- | --------- | --------- | ------- | --------- | ------- | ---- | -------- | ------ | ------ |
| 2013  | Moto3     | KTM       | 1       | 0         | 0       | 0    | 0        | 0      | nc     |
| 2014  | Moto3     | Honda     | 3       | 0         | 0       | 0    | 0        | 0      | nc     |
| 2015  | Moto3     | Husqvarna | 18      | 0         | 0       | 0    | 0        | 9      | 29e    |
| 2016  | Moto3     | KTM       | 16      | 0         | 0       | 0    | 0        | 7      | 31e    |
| 2017  | Moto3     | KTM       | 10      | 0         | 0       | 0    | 0        | 1      | 30e    |
| Total |           |           | 48      | 0         | 0       | 0    | 0        | 17     | 0      |

### Résultats par année
| Année | Catégorie | Moto      | 1      | 2      | 3       | 4       | 5      | 6      | 7       | 8       | 9       | 10      | 11     | 12      | 13      | 14     | 15     | 16     | 17      | 18     | Pos | Pts |
| ----- | --------- | --------- | ------ | ------ | ------- | ------- | ------ | ------ | ------- | ------- | ------- | ------- | ------ | ------- | ------- | ------ | ------ | ------ | ------- | ------ | --- | --- |
| 2013  | Moto3     | KTM       | QAT    | AME    | SPA     | FRA     | ITA    | CAT    | NED     | GER     | IND     | CZE     | GBR    | RSM     | ARA 29  | MAL    | AUS    | JAP    | VAL     |        | NC  | 0   |
| 2014  | Moto3     | Honda     | QAT    | AME    | ARG     | SPA 17  | FRA    | ITA    | CAT Ab. | NED     | GER     | IND     | CZE    | GBR     | RSM     | ARA    | JPN    | AUS    | MAL     | VAL 27 | NC  | 0   |
| 2015  | Moto3     | Husqvarna | QAT 22 | AME 17 | ARG Ab. | ESP Ab. | FRA 19 | ITA 21 | CAT 15  | NED Ab. | GER Ab. | IND 24  | CZE 23 | GBR Ab. | RSM 24  | ARA 13 | JAP 26 | AUS 11 | MAL 18  | VAL 21 | 29e | 9   |
| 2016  | Moto3     | KTM       | QAT 16 | ARG 14 | AME 23  | ESP 19  | FRA 21 | ITA 21 | CAT Ab. | NED 14  | GER DNS | AUT 14  | CZE 19 | GBR 26  | RSM Ab. | ARA 28 | JAP 23 | AUS 15 | MAL Ab. | VAL    | 31e | 7   |
| 2017  | Moto3     | KTM       | QAT 21 | ARG 15 | AME 22  | ESP 24  | FRA 20 | ITA 26 | CAT 26  | NED 20  | GER 26  | CZE Ab. | AUT    | GBR     | RSM     | ARA    | JPN    | AUS    | MAL     | VAL    | 30e | 1   |

| Couleur | Résultat                     |
| ------- | ---------------------------- |
| Or      | Vainqueur                    |
| Argent  | 2e place                     |
| Bronze  | 3e place                     |
| Vert    | Terminé, dans les points     |
| Bleu    | Terminé, pas dans les points |
| Violet  | Abandon (Ab.) ou (Ret)       |
| Violet  | Non classé (NC)              |
| Rouge   | Pas qualifié (DNQ)           |
| Noir    | Disqualifié (DSQ)            |
| Blanc   | Pas au départ (DNS)          |
| Blanc   | Forfait (WD)                 |
| Blanc   | N'a pas participé (DNP)      |
| Blanc   | Blessé (INJ)                 |
| Blanc   | Exclu (EX)                   |
| Blanc   | Course annulée (C)           |

Gras - Pole position

Italiques - Meilleur tour en course